# Poduszkowiec 2.0
Poduszkowiec 2.0 – dwupłytowy album kompilacyjny stworzony w 2013 roku przez Marcina Bisiorka, ówczesnego dyrektora programowego polskiego radia Eska ROCK. Wydany 12 listopada 2013 roku.

## Zarys ogólny
Druga składanka skomponowana przez Marcina Bisiorka, muzycznie oparta na stylu jego audycji autorskiej Poduszkowiec emitowanej do 25 listopada 2013 roku, w każdy poniedziałek w godzinach 21:00-23:00 na antenie radia Eska ROCK.

Pomysł na powstanie kolejnej kompilacji powstał dzięki zdjęciu z wakacji, które Marcinowi Bisiorkowi i jego żonie Monice pasowało na okładkę płyty. Przedstawia ono niebieskiego Mercedesa MB100 zaparkowanego na piaszczystym terenie, nad stromym brzegiem morza. Obok znajduje się biały budynek charakterystyczny dla krajobrazu Grecji. Marcin Bisiorek opisuje je słowami: 

Niebo, morze i furgonetka, która zatrzymała się nagle nad brzegiem. Grecki kierowca, w murarskim podkoszulku, nieśpiesznie delektował się papierosem. Gorący wiatr rozwiał kurz wzbity przez auto. I wtedy to zobaczyłem. Perfekcyjnie zgrana chwila, taki niebieski spokój.

## Lista utworów

### Dysk pierwszy
1. Porno for Pyros – „Pets” – 3:39
2. Editors – „Sugar” – 4:20
3. Biffy Clyro – „Biblical” – 3:58
4. Super Furry Animals – „Juxtaposed With U” – 3:12
5. The Neighbourhood – „Everybody’s Watching Me (Uh Oh)” – 3:59
6. Hurricane Dean – „Appeal” – 3:34
7. Myslovitz – „Prędzej później dalej” – 3:43
8. The Boxer Rebellion – „Keep Moving” – 4:05
9. Gossip – „Perfect World” – 4:30
10. Hurts – „Stay” – 3:56
11. Dawid Podsiadło – „Vitane” – 4:04
12. Placebo – „Special Needs” – 3:32
13. MS MR – „Hurricane” – 3:49
14. Kent – „Chans” – 5:22
15. Lorein – „Bose Cienie” – 5:47
16. Jack Peñate – „Every Glance” – 4:10
17. Vampire Weekend – „Step” – 4:14
18. Ania – „Jeszcze ten raz” – 4:01

### Dysk drugi
1. Queens Of The Stone Age – „Kalopsia” – 4:40
2. Lipali – „Czy Chcesz, Czy Nie... (Moim Dzieciom)” – 4:39
3. Jane’s Addiction – „Splash A Little Water On It: – 5:16
4. The Shins – „For A Fool” – 3:57
5. Young Stadium Club – „Waiting For The Light” – 3:50
6. The National – „Graceless” – 4:39
7. Gin Ga – „Golden Boy” – 3:49
8. Death Cab for Cuties – „You are tourist” – 4:49
9. Fenech – „Soler” – 4:56
10. Uniqplan – „Wilderness” – 3:04
11. Turboweekend – „Into you (The Shadow Sounds)” – 4:09
12. Atlas Like – „Deer Shelter” – 3:49
13. Imagine Dragons – „Amsterdam” – 4:04
14. Hello Mark – „Neverending Story” – 4:41
15. Patrick The Pan – „Bubbles” – 4:55
16. Walking On Cars – „Two Stones” – 3:04
17. Fismoll – „Close To The Light” – 6:11
18. Tomasz Makowiecki – „Na Szlaku Nocnych Niedopałków” – 4:39